# Tsering Lhamo
Tsering Lhamo (tibétain : ཚེ་རིང་ལྷ་མོ, Wylie : tshe ring lha mo), née le 10 février 1969 dans la région de Ngaba en Amdo au Tibet, est une femme politique tibétaine. 

## Biographie
Après ses études, elle travaille comme traductrice de langue tibétaine et chinoise à la section politique du bureau du comté de Ngaba en 1991.
Elle s'enfuit en Inde en 1992 et devient sous-secrétaire au Tibet Policy Institute de l'administration centrale tibétaine (ACT), alors appelé Research and Analysis, pendant six ans. En 1999, elle s'installe à Taïwan et travail comme journaliste à Radio Free Asia pendant un an et à Voice of America pendant huit ans. Après son retour en Inde, elle travaille comme co-secrétaire du département de la sécurité de l'ACT pendant trois ans, et au département de l'information et des relations internationales en tant qu'éditrice de site Web et responsable du bureau Chine pendant cinq ans. Elle est élue à la 16e assemblée tibétaine du Parlement tibétain en exil, et siège alors dans des commissions parlementaires et traduit en chinois le livre Ma terre et mon peuple du 14e dalaï-lama. 
En novembre 2019, Tsering Lhamo dirige une délégation de quatre membres du Parlement tibétain en exil, dont Kunga Sotop, Lobsang Dakpa et Gowo Lobsang Pendé qui visite la France, la Belgique et les Pays-Bas. Ils concentrent leur plaidoyer sur trois sujets : la répression contre le bouddhisme tibétain ; les attaques contre la culture et l'identité tibétaines ; et la situation environnementale au Tibet. Ils soulignent aussi les difficultés d'accès au Tibet, notamment pour les citoyens tibétains d'Europe, et appellent les parlementaires à adopter une législation similaire à la loi américaine sur l'accès réciproque au Tibet. En France, ils rencontrent les sénateurs Guillaume Arnell et Maurice Antiste. À Bruxelles, ils rencontrent le vice-président de la commission des Affaires étrangères du Parlement belge Samuel Cogolati ainsi que les membres du Parlement européen Isabel Santos, Manuel Pizarro, Martin Horwood, Mikuláš Peksa et Fabio Massimo Castaldo. Aux Pays-Bas, les membres de la délégation sont reçus par la Commission des relations extérieures du Parlement. Ils rencontrent aussi des responsables du ministère néerlandais des Affaires étrangères, et le DWARS, l'organisation de jeunesse du Parti de la gauche verte. La réunion est organisée par Kunsel Rinchen Dorjee, un jeune Tibétain né et élevé aux Pays-Bas, qui est membre du DWARS. Ils visitent aussi la Tibetan Gangjong Rigzod Weekend School à Amsterdam et rencontrent la communauté tibétaine des Pays-Bas. La délégation note l'enthousiasme et l'engagement des enseignants et des jeunes enfants tibétains dans l'apprentissage de la langue tibétaine dans un effort pour préserver leur culture en Occident.
Tsering Lhamo est actuellement membre de la 17e assemblée tibétaine du Parlement tibétain en exil et représente la province de Dhomey.